# Thysanopyga suffecta
Thysanopyga suffecta är en fjärilsart som beskrevs av W. Warren 1904. Thysanopyga suffecta ingår i släktet Thysanopyga och familjen mätare. Inga underarter finns listade i Catalogue of Life.